# Xavier Florencio
Xavier Florencio Cabre (Tarragona, 26 december 1979) is een Spaans voormalig wielrenner. Zijn zus Nuria Florencio Cabre was eveneens wielrenner, net zoals zijn vader José Florencio Tutusaus.

## Carrière
Florencio werd beroepswielrenner in 2000. Zijn grootste overwinning was de UCI ProTour-klassieker Clásica San Sebastián, in 2006. Verder werd hij eens Spaans kampioen op de weg bij de junioren en won hij in 2002 een etappe in de Ronde van de Toekomst.
In 2007 maakte Florencio zijn debuut in de Ronde van Frankrijk. In zijn eerste Grande Boucle kon hij - op een achtste plaats in de 7e etappe na - geen potten breken en werd hij 46e in het eindklassement. In 2010 zou hij ook starten in de Tour, maar werd hij vooraf door zijn ploeg Cervélo teruggetrokken wegens gebruik van het middel efedrine. Florencio zou dit middel hebben genomen ter bestrijding van zadelpijn, maar dit was in strijd met de regels van het team. Na dit seizoen verhuisde hij naar Geox-TMC.
In 2013 stopte Florencio met professioneel wielrennen. Hij werd ploegleider bij Team Katjoesja, waar hij in zijn laatste twee seizoenen voor had gereden.

## Overwinningen
1996
- Spaans kampioen op de weg, junioren

2002
- 8e etappe Ronde van de Toekomst

2006
- Clásica San Sebastián

## Resultaten in voornaamste wedstrijden
| Jaar | Ronde van Italië | Ronde van Frankrijk | Ronde van Spanje |
| ---- | ---------------- | ------------------- | ---------------- |
| 2002 |                  |                     |                  |
| 2003 |                  |                     |                  |
| 2004 |                  |                     | 90e              |
| 2005 |                  |                     | 98e              |
| 2006 |                  |                     | buiten tijd      |
| 2007 |                  | 46e                 | buiten tijd      |
| 2008 |                  | 101e                | 36e              |
| 2009 |                  |                     | 59e              |
| 2010 |                  |                     | 102e             |
| 2012 |                  |                     | 105e             |
| 2013 |                  |                     |                  |

| Jaar | Milaan-San Remo | Gent-Wevelgem | Ronde van Vlaanderen | Parijs-Roubaix | Amstel Gold Race | Luik-Bast.‑Luik | Ronde van Lombardije | Waalse Pijl | Clásica San Sebastián | Brabantse Pijl |  | WK op de weg |  | Wereldranglijsten |
| ---- | --------------- | ------------- | -------------------- | -------------- | ---------------- | --------------- | -------------------- | ----------- | --------------------- | -------------- |  | ------------ |  | ----------------- |
| 2002 | 21e             |               |                      |                |                  |                 |                      |             |                       |                |  |              |  | 44e (UWB)         |
| 2003 | 25e             |               |                      | 44e            |                  |                 |                      |             |                       |                |  |              |  |                   |
| 2004 |                 |               | 18e                  |                |                  |                 |                      |             | 15e                   | 7e             |  |              |  |                   |
| 2005 |                 |               |                      |                |                  |                 |                      |             | 81e                   |                |  |              |  |                   |
| 2006 | 36e             |               |                      |                |                  |                 | 24e                  |             | ↑                     |                |  | 36e          |  | 58e (UPT)         |
| 2007 | 155e            |               |                      |                | 40e              | 99e             |                      | 16e         | 9e                    | 50e            |  |              |  | 159e (UPT)        |
| 2008 | 24e             |               |                      |                | 106e             |                 |                      |             |                       |                |  |              |  |                   |
| 2009 | 131e            |               |                      |                |                  | 111e            |                      | 120e        |                       | 7e             |  |              |  | 235e (UWK)        |
| 2010 | 24e             |               |                      |                | 27e              |                 |                      | 16e         |                       | 44e            |  |              |  |                   |
| 2012 | 11e             | 46e           | 17e                  |                | 116e             | 98e             |                      |             | 9e                    |                |  |              |  |                   |
| 2013 | 24e             |               |                      |                |                  |                 |                      |             |                       | 44e            |  |              |  |                   |